# یک روز در دادگاه
یک روز در دادگاه (انگلیسی: Un giorno in pretura) فیلمی به کارگردانی استنو است که در سال ۱۹۵۴ منتشر شد.

## بازیگران
- پپینو د فیلیپو
- سیلوانا پامپانینی
- آلبرتو سوردی
- والتر کیاری
- سوفیا لورن
- لئوپولدو تریئسته
- آمالیا پلگرینی
- ویرجیلیو رینتو
- چزاره بتارینی
- اوبالدو لای
- آرمنیا بالدوچی